# Eoglaucomys fimbriatus
Lo scoiattolo volante del Kashmir (Eoglaucomys fimbriatus Gray, 1837), unica specie del genere Eoglaucomys A. H. Howell, 1915, è uno scoiattolo volante originario dell'Asia meridionale.

## Tassonomia
Attualmente, gli studiosi riconoscono due sottospecie di scoiattolo volante del Kashmir:
- E. f. fimbriatus Gray, 1837 (India settentrionale);
- E. f. baberi Blyth, 1847 (regioni montuose dell'Afghanistan centro-orientale e nord-occidentale, tra 1600 e 3500 m di quota, Kashmir).

## Descrizione
Il corpo dello scoiattolo volante del Kashmir misura 24-31 cm di lunghezza e la coda è lunga 25-33 cm; pesa 300-900 g. Le regioni superiori sono di un colore camoscio-rosato spento misto al nero, il che conferisce una tinta uniforme grigio brizzolato, mentre quelle inferiori sono di un colore variabile dal bianco crema al camoscio-grigiastro spento. La coda ha l'estremità nera. Nell'aspetto fisico è molto simile alle specie di Hylopetes, dalle quali si differenzia per varie caratteristiche della morfologia dentale.

## Distribuzione e habitat
Lo scoiattolo volante del Kashmir vive nelle regioni nord-orientali dell'Afghanistan, nel Kashmir, e nelle zone settentrionali adiacenti di Pakistan e India.

## Biologia
Lo scoiattolo volante del Kashmir abita le foreste di conifere montane dell'Himalaya nord-occidentale. È notturno e di solito trascorre il giorno all'interno della cavità di un albero. Molto spesso trova riparo sotto il tetto delle abitazioni. La dieta è costituita prevalentemente di semi di abete e di peccio, ma comprende anche giovani germogli, gemme, foglie e ghiande. I piccoli nascono apparentemente durante i mesi estivi in un nido costruito tra i rami degli alberi. La femmina può partorire due nidiate all'anno, di 2-4 piccoli ciascuna.

## Conservazione
L'areale dello scoiattolo volante del Kashmir, già poco esteso in origine, si è frammentato sempre più a causa dell'intenso sfruttamento forestale, ma fortunatamente la specie è ancora numerosa, tanto che la IUCN la colloca tra quelle a rischio minimo.